# Zniev (szczyt)
Zniev (985 m) – szczyt w północnej części gór Żar (słow. Žiar na Słowacji. Wznosi się w grupie górskiej o nazwie Sokol, będącej najbardziej na północ wysuniętą częścią pasma górskiego Żaru. Sam Zniev jest z kolei najbardziej na północ wysuniętym szczytem tej grupy, a więc i całego Żaru. Wysokim progiem dominuje od zachodu nad wsią Kláštor pod Znievom i całą środkową częścią Kotliny Turczańskiej.
Zniew zbudowany jest z mezozoicznych wapieni. Stoki góry są w większości strome lub bardzo strome, porośnięte lasem. W kierunku północno-wschodnim i południowo-wschodnim spod szczytu opadają ostre grzbieciki, najeżone licznymi skałkami. Na samym wierzchołku góry znajdują się ruiny średniowiecznego zamku Zniev.

## Turystyka
Do ruin zamku prowadzi zielono znakowany szlak turystyczny z miejscowości Kláštor pod Znievom.
  Kláštor pod Znievom – zamek Zniev. Odległość 4,1 km, suma podejść 489 m, czas przejścia 1:35 h, z powrotem 1:o5 h.